# 原田ひかり
原田 ひかり（はらだ ひかり、1969年7月11日 - ）は、日本の元AV女優。
東京都出身。血液型：A型、身長：167cm 、スリーサイズ：B83・W58・H85。 
1990年にAVデビュー。

## 作品

### アダルトビデオ
1991年
- 特級　腰ひかり（1月24日、KUKI）
- TATOOあり（2月23日、KUKI）
- 贅沢な女（4月13日、KUKI）
- 含んで開いて（5月17日、アリスJAPAN）
- たまにはしゃぶりつきたい 4（6月22日、ステラ）
- エロゲリラ（8月2日、アテナ映像）
- ホールどアップ 4（9月6日、アトラス21）
- ひかりの今昔物語 万華鏡（10月10日、ロイヤルアート）
- トライアングル・レズビアン 2（10月26日、KUKI）他2名
- 人妻・生ジュース 小林ひとみ・原田ひかり（12月25日、二見書房）
- 大開脚（KUKI）
- 変わり身上手（テクニリングス）
- 開脚発電 1万ボルト（KUKI）
- My Blue Heaven マイ・ブルー・ヘヴン（KUKI）
- 石垣章の裏筋舐め（KUKI）

1992年
- 高級秘書倶楽部（1月17日、シャイ企画）
- 犯された人妻 腰が勝手に（1月31日、アトラス21）
- 密着生下着 （1月31日、サクセス・ビデオ・コミュニティー）
- ボディコンスペシャル 2（2月13日、エッチアールシー）
- 全身逆ソープ ぬいてあげる（2月20日、桜桃書房）
- 胸さわぎが止まらない（2月20日、タイムアロー）
- 原田ひかり大全集 1（2月22日、KUKI）
- 原色VIDEO図鑑 高級制服倶楽部 Vol.4（3月8日、メディアステーション）＊オムニバス作品
- 原田ひかり大全集 2（3月14日、KUKI）
- OL痴漢公園（3月20日、笠倉出版社）
- SEXバトルスペシャル 必殺のヘンタイ（4月2日、クリスタル映像）
- ウズウズしてるの（4月30日、VIP）＊「たまにはしゃぶりつきたい 4」を編集したもの
- 愛欲づくし（5月、笠倉出版社）
- レズビアンは蜜の味（7月5日、大陸書房）
- あぶない放課後　女教師スペシャル（9月13日、V&Rプランニング）
- 出来事（10月14日、KUKI）
- ブラックボックス 5（11月6日、アトラス21）
- トライアングル・レズビアン 6（11月18日、KUKI）他2名
- 女体解剖 奥も後ろも37℃（12月11日、アテナ映像）
- ハイ・スキン 1（メディアステーション）＊オムニバス作品

1993年
- レズ・ペンタグラム（1月21日、KUKI）＊オムニバス作品
- 私が撮ったビデオ（3月17日、KUKI）
- 女体卍解剖 極上コレクション（6月11日、アテナ映像）＊オムニバス作品
- 隣人（6月12日、KUKI）＊オムニバス作品
- 女・体・解・剖 女の絶対温度（8月25日、東京三世社）
- ぱついちFUCK（JAMM VIDEO）
- 女豹の甘いしたたり レズビアン・ショック（ホルスタインカンパニー）
- スーパーAVコレクション 原田ひかり＆森川いづみ（ワイルドワン・コーポレーション）

1994年
- 背徳淑女 5（3月25日、シネマジック）
- 野獣宣言 私が変わる瞬間（4月5日、シネマジック）＊オムニバス作品
- 濡れごろ美女 刻まれた欲情（4月9日、アートビデオ）
- 奴隷女教師 EX2（5月28日、シネマジック）
- ザ・ハンティング 逃げ狂う女（6月27日、大洋図書）
- トライアングル・レズビアンBEST Vol.1（7月16日、KUKI）＊オムニバス作品
- 猥褻女教師 縛られたい夜 原田ひかり・大沢りか（7月29日、シネマジック）
- ザ・レイプスペシャルコレクション 桜樹ルイ・原田ひかり（11月28日、二見書房）

1995年
- 人権剥奪願望（2月23日、アートビ1オ）
- 縄尻番外地（4月21日、ビッグモーカル）
- 奴隷女教師スペシャル 2 生徒の知らない私の秘密（10月13日、シネマジック）＊オムニバス作品
- ミルキーショップエムズ・オリジナル第4弾 原田ひかりの平成顔面花吹雪（エムズビデオグループ）

2000年
- 堕天使たちの狂宴 2（6月24日、アートビデオ）＊「濡れごろ美女 刻まれた欲情」「人権剥奪願望」を収録
- 原田ひかり大全集（12月15日、KUKI）＊「特級腰ひかり」「開脚発電一万ボルト」「出来事」を再編集したもの

2002年
- V&R大全集 女教師20人.4時間（5月21日、V＆R PLANNING）全20名

2004年
- 奴隷女教師 EX 2（5月28日、シネマジック）
- 湯女すぺしゃる 3 原田ひかりと3人の湯女たち（7月21日、コニービデオ）＊アイドルDVD

2005年
- DECADE 原田ひかり（10月21日、ピエロ）
- BEST4時間（12月28日、アトラス21）

2007年
- いんらん三姉妹 原田ひかり・吉行由実・七重八絵（6月5日、新東宝）

2009年
- Legend Special 17 原田ひかり（7月17日、エー・エス・ジェイ）

発売日不明
- La VENUS de Japon Vol.1 原田ひかり編（ZXYプロモーション）＊ストリップ映像
- 真夜中の“ひかり”ワールド（ダブルジャパン）
- 快楽の真珠 原田ひかり・柴田はるか（ビューティペアーカンパニー）

ほか

### 映画
- 初体験物語 2（1992年、徳間ジャパンコミュニケーションズ）監督:松原信吾[3]
- アダルトビデオ物語　AVの作り方教えます（1993年、大映）監督:神野太 [4]

### 写真集
- female 原田ひかり・希志真理子（1991年12月20日、大洋図書）撮影:神尾潤

### 雑誌
- アップル通信 1991年5月号（表紙）